# WxPython
wxPython е библиотека, която позволява създаване на графичен потребителски интерфейс с езика Python. wxPython е cross-platform toolkit, което означава, че една и съща програма може да работи на различни платформи без да бъде променяна. Разпространява се за следните платформи: Microsoft Windows, Macintosh OS X, и UNIX подобните системи. WxPython е написана на C++.
wxPython, както и PyQT, PyGTK за разлика от TkInter не са стандартни библиотеки за Python. Както много други библиотеки, така и wxPython притежава функции и класове за работа с менюта и ленти с инструменти, събития, диалогови прозорци, скелети, работа с бази данни, xml и др.

## Примерен код
Това е програма, написана на Python и wxPython, която създава обект клас MyApp, в който е дефинирана функцията OnInit. Крайният резултат е прозорец, в който пише „Hello from wxPython“.
```
from wxPython.wx import *
class MyApp(wxApp):
    def OnInit(self):
        frame = wxFrame(NULL, -1, "Hello from wxPython")
        frame.Show(true)
        self.SetTopWindow(frame)
        return true
app = MyApp(0)
app.MainLoop()
```

## Лиценз
Като част от wxWidgets, и wxPython, както и Python, се разпространява безплатно. Библиотеката е с отворен код, което я прави достъпна и всеки може да допринесе за нейното развитие и подобряване.